# Träsmak
Träsmak är en revy från 1983 som sattes upp i Göteborg och Stockholm. Den sändes även på TV 1985. I rollerna medverkar medlemmarna i Galenskaparna och After Shave, förutom Jan Rippe.
Revyn hade premiär på Stenhammarsalen i Göteborg den 15 oktober 1983. Den spelades 69 gånger i Göteborg och gjordes även som krogshow under 13 veckor på Restaurang Cabaret i Stockholm. Under tiden på Restaurang Cabaret gjordes en filminspelning som visades i TV den 1 februari 1985. Sångerna från revyn gavs senare ut på LP-skiva. Träsmak har även publicerats i SVT:s Öppet arkiv.
Temat i Träsmak var "livet är en film som man får träsmak av om den är kass". Kända nummer ur revyn är Säng, säng, säng, Borås Borås och Förbudsdepartementet.
I Träsmak dök bilmekanikern Roy (Anders Eriksson) upp för första gången. Uttrycket ”Ring mej sen” blev riksbekant när sketchen började spelas i radion. Senare blev Roy huvudperson i TV-serien Macken.

## Rollista
- Anders Eriksson
- Kerstin Granlund
- Claes Eriksson
- Knut Agnred
- Per Fritzell
- Peter Rangmar